# 젓가락나물

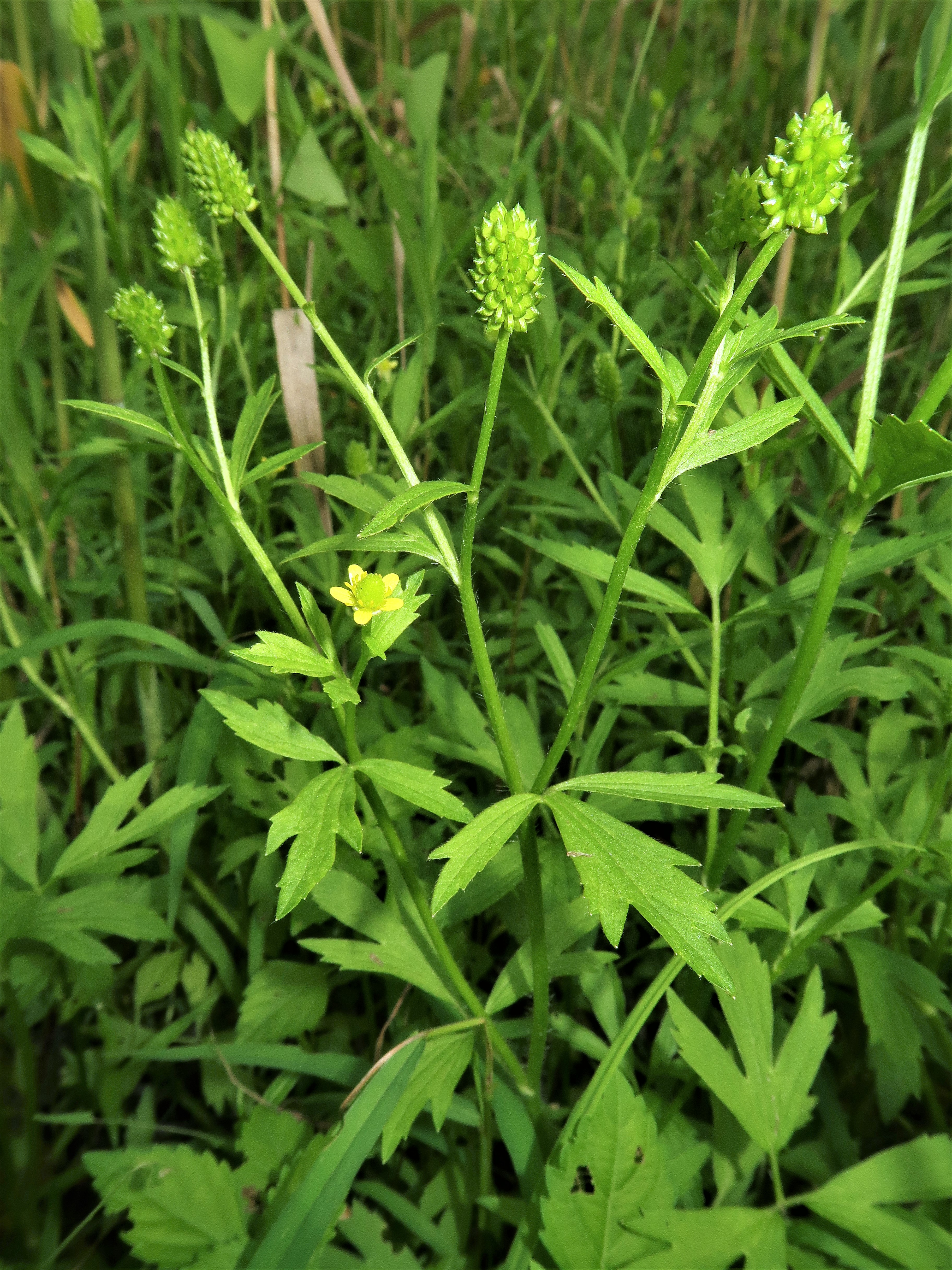

젓가락나물(Ranunculus chinensis)은 한국 각처 들의 습지나 초지에 나는 두해살이풀이다. 높이는 40-80cm이다. 전체에 거친 털이 밀생하며 줄기의 속이 비어 있다. 근생엽은 3장의 작은잎으로 된 겹잎이고 작은잎은 3갈래로 깊게 갈라진다. 꽃은 취산꽃차례로 노란색이며 지름 6-8㎜이다. 꽃받침은 5장, 좁은 난형, 뒤에 털이 산포한다. 열매는 수과로 타원형, 화탁에 모여서 별사탕 모양의 열매 덩이를 형성하고 화탁에 흰색 털이 있다.